# 红川镇
红川镇，是中华人民共和国甘肃省陇南市成县下辖的一个乡镇级行政单位。

## 行政区划
红川镇下辖以下地区：
红川社区、青山村、东槐村、西柳村、席郝村、韩庄村、吕坝村、席坪村、杨河村、二条岭村和墁坪村。

## 特产
红川酒：中国地理标志产品。